# Segunda División de España 1973-74
La temporada 1973–74 de la Segunda División de España de fútbol corresponde a la 43.ª edición del campeonato y se disputó entre el 2 de septiembre de 1973 y el 26 de mayo de 1974. Posteriormente se disputó la promoción de permanencia entre el 9 de junio y el 16 de junio.
El campeón de Segunda División fue el Real Betis.

## Sistema de competición
La Segunda División de España 1973/74 fue organizada por la Federación Española de Fútbol (RFEF).
El campeonato contó con la participación de 20 clubes y se disputó siguiendo un sistema de liga, de modo que todos los equipos se enfrentaron entre sí, todos contra todos en dos ocasiones -una en campo propio y otra en campo contrario- sumando un total de 38 jornadas. El orden de los encuentros se decidió por sorteo antes de empezar la competición.
Los tres primeros clasificados ascendieron directamente a Primera División.
Los cuatro últimos clasificados descendieron directamente a Tercera División, mientras que los cuatro equipos clasificados entre el decimotercero y el decimosexto lugar jugaron la promoción de permanencia ante los cuatro subcampeones de Tercera División.

## Clubes participantes
| Datos de ascensos y descensos con respecto a la temporada anterior |
| --- |
| Real Betis, RC Deportivo de La Coruña y Burgos CF descienden de Primera División. Real Murcia, Elche CF y Racing de Santander ascienden a Primera División. CD Logroñés, Pontevedra CF, Cultural Leonesa y CD Mestalla descienden a Tercera División. Levante UD, Linares CF, CD Orense y UD Salamanca ascienden a Segunda División. |

| Equipo                                     | Ciudad                 | Estadio                   |
| ------------------------------------------ | ---------------------- | ------------------------- |
| Baracaldo Club de Fútbol                   | Baracaldo              | Lasesarre                 |
| Real Betis Balompié                        | Sevilla                | Benito Villamarín         |
| Burgos Club de Fútbol                      | Burgos                 | El Plantío                |
| Cádiz Club de Fútbol                       | Cádiz                  | Ramón de Carranza         |
| Córdoba Club de Fútbol                     | Córdoba                | El Arcángel               |
| Real Club Deportivo de La Coruña           | La Coruña              | Riazor                    |
| Club Gimnástico de Tarragona               | Tarragona              | José Luis Calderón        |
| Hércules Club de Fútbol                    | Alicante               | La Viña                   |
| Levante Unión Deportiva                    | Valencia               | Nuevo Estadio             |
| Linares Club de Fútbol                     | Linares                | Linarejos                 |
| Real Mallorca                              | Palma de Mallorca      | Luis Sitjar               |
| Club Deportivo Orense                      | Orense                 | José Antonio              |
| Club Atlético Osasuna                      | Pamplona               | El Sadar                  |
| Agrupación Deportiva Rayo Vallecano        | Madrid                 | Vallehermoso              |
| Centro de Deportes Sabadell Club de Fútbol | Sabadell               | Nova Creu Alta            |
| Unión Deportiva Salamanca                  | Salamanca              | Helmántico                |
| Club Deportivo San Andrés                  | Barcelona              | San Andrés                |
| Sevilla Club de Fútbol                     | Sevilla                | Ramón Sánchez-Pizjuán     |
| Club Deportivo Tenerife                    | Santa Cruz de Tenerife | Heliodoro Rodríguez López |
| Real Valladolid Deportivo                  | Valladolid             | José Zorrilla             |

## Clasificación y resultados

### Clasificación
| Pos. | Equipo                        | Pts. | PJ | G  | E  | P  | GF | GC | Dif. | Clasificación                     |
| ---- | ----------------------------- | ---- | -- | -- | -- | -- | -- | -- | ---- | --------------------------------- |
| 1    | Real Betis (C, A)             | 51   | 38 | 19 | 13 | 6  | 69 | 31 | +38  | Ascenso a Primera División        |
| 2    | Hércules C. F. (A)            | 49   | 38 | 20 | 9  | 9  | 51 | 34 | +17  | Ascenso a Primera División        |
| 3    | U. D. Salamanca (A)           | 48   | 38 | 20 | 8  | 10 | 53 | 39 | +14  | Ascenso a Primera División        |
| 4    | C. D. Tenerife                | 46   | 38 | 19 | 8  | 11 | 57 | 41 | +16  |                                   |
| 5    | Cádiz C. F.                   | 46   | 38 | 18 | 10 | 10 | 52 | 37 | +15  |                                   |
| 6    | Gimnástico de Tarragona       | 41   | 38 | 16 | 9  | 13 | 46 | 40 | +6   |                                   |
| 7    | Real Valladolid               | 41   | 38 | 16 | 9  | 13 | 61 | 50 | +11  |                                   |
| 8    | C. D. San Andrés              | 39   | 38 | 16 | 7  | 15 | 47 | 38 | +9   |                                   |
| 9    | Sevilla C. F.                 | 39   | 38 | 15 | 9  | 14 | 48 | 40 | +8   |                                   |
| 10   | Baracaldo C. F.               | 39   | 38 | 14 | 11 | 13 | 49 | 52 | −3   |                                   |
| 11   | R. C. D. Mallorca             | 39   | 38 | 12 | 15 | 11 | 36 | 32 | +4   |                                   |
| 12   | C. D. Orense                  | 38   | 38 | 13 | 12 | 13 | 43 | 45 | −2   |                                   |
| 13   | Córdoba C. F.                 | 38   | 38 | 16 | 6  | 16 | 58 | 58 | 0    | Acceso a Promoción de permanencia |
| 14   | A. D. Rayo Vallecano          | 33   | 38 | 14 | 5  | 19 | 39 | 51 | −12  | Acceso a Promoción de permanencia |
| 15   | C. D. Sabadell C. F.          | 33   | 38 | 11 | 11 | 16 | 35 | 52 | −17  | Acceso a Promoción de permanencia |
| 16   | Burgos C. F.                  | 32   | 38 | 13 | 6  | 19 | 34 | 44 | −10  | Acceso a Promoción de permanencia |
| 17   | C. A. Osasuna (D)             | 28   | 38 | 10 | 8  | 20 | 36 | 63 | −27  | Descenso a Tercera División       |
| 18   | R. C. Deportivo La Coruña (D) | 28   | 38 | 11 | 6  | 21 | 30 | 56 | −26  | Descenso a Tercera División       |
| 19   | Levante U. D. (D)             | 27   | 38 | 10 | 7  | 21 | 37 | 48 | −11  | Descenso a Tercera División       |
| 20   | Linares C. F. (D)             | 25   | 38 | 8  | 9  | 21 | 29 | 59 | −30  | Descenso a Tercera División       |

 Fuente: BDFútbol
Criterios de clasificación: Puntos · Diferencia de goles · Goles a favor · Play-off

### Resultados
| Local \ Visitante         | BAR | BET | BUR | CAD | COR | DEP | GIM | HER | LEV | LIN | MLL | ORE | OSA | RAY | SAB | SAL | SAD | SEV | TEN | VLD |
| ------------------------- | --- | --- | --- | --- | --- | --- | --- | --- | --- | --- | --- | --- | --- | --- | --- | --- | --- | --- | --- | --- |
| Baracaldo C. F.           | —   | 0–0 | 2–1 | 1–1 | 3–2 | 2–0 | 2–1 | 0–0 | 3–1 | 4–1 | 0–0 | 2–1 | 3–1 | 1–0 | 2–0 | 1–0 | 4–0 | 1–0 | 5–1 | 1–1 |
| Real Betis                | 3–0 | —   | 3–0 | 2–2 | 5–1 | 4–0 | 3–0 | 2–1 | 1–1 | 2–0 | 1–1 | 3–0 | 5–0 | 5–1 | 3–2 | 0–0 | 1–1 | 3–0 | 1–1 | 2–0 |
| Burgos C. F.              | 1–1 | 1–1 | —   | 2–0 | 1–0 | 4–0 | 1–0 | 1–2 | 2–0 | 4–1 | 0–0 | 2–1 | 1–0 | 2–1 | 0–1 | 0–1 | 1–0 | 1–0 | 1–0 | 2–1 |
| Cádiz C. F.               | 4–0 | 1–0 | 2–0 | —   | 3–2 | 3–1 | 1–0 | 1–0 | 1–0 | 3–1 | 2–1 | 0–1 | 3–1 | 1–1 | 3–0 | 1–1 | 0–0 | 3–0 | 3–1 | 2–0 |
| Córdoba C. F.             | 2–1 | 1–1 | 4–2 | 0–2 | —   | 2–0 | 1–0 | 3–1 | 2–0 | 2–2 | 1–0 | 3–3 | 2–2 | 3–1 | 4–2 | 4–0 | 1–0 | 1–0 | 2–1 | 4–1 |
| R. C. Deportivo La Coruña | 1–0 | 0–1 | 2–0 | 3–1 | 0–0 | —   | 0–1 | 1–1 | 1–0 | 3–0 | 0–2 | 3–1 | 1–1 | 1–0 | 0–0 | 4–2 | 3–2 | 0–0 | 0–2 | 2–1 |
| Gimnástico de Tarragona   | 2–1 | 2–0 | 2–0 | 0–0 | 2–1 | 2–0 | —   | 0–0 | 2–1 | 2–1 | 1–1 | 1–1 | 2–0 | 3–2 | 2–0 | 1–1 | 1–0 | 4–1 | 3–1 | 1–0 |
| Hércules C. F.            | 3–1 | 1–0 | 0–0 | 3–0 | 2–0 | 2–0 | 2–1 | —   | 1–0 | 2–3 | 1–1 | 1–0 | 2–0 | 1–0 | 2–0 | 3–1 | 2–0 | 1–1 | 3–1 | 3–1 |
| Levante U. D.             | 4–2 | 1–2 | 1–0 | 0–1 | 2–1 | 4–1 | 2–0 | 0–1 | —   | 1–0 | 2–2 | 2–1 | 0–1 | 2–1 | 1–0 | 1–1 | 1–1 | 1–1 | 1–1 | 1–3 |
| Linares C. F.             | 0–0 | 0–1 | 0–0 | 1–1 | 1–0 | 0–0 | 0–3 | 2–0 | 1–0 | —   | 2–1 | 1–1 | 3–0 | 0–1 | 2–0 | 0–1 | 1–1 | 0–5 | 0–1 | 0–0 |
| R. C. D. Mallorca         | 1–1 | 1–1 | 1–0 | 1–1 | 0–1 | 2–1 | 2–0 | 3–1 | 0–0 | 1–0 | —   | 2–0 | 3–0 | 1–0 | 2–2 | 0–1 | 1–0 | 1–1 | 1–0 | 0–0 |
| C. D. Orense              | 3–2 | 0–0 | 1–0 | 0–0 | 2–1 | 2–0 | 1–0 | 0–1 | 1–0 | 1–2 | 1–1 | —   | 2–0 | 0–0 | 0–0 | 3–1 | 2–0 | 1–0 | 1–1 | 1–0 |
| C. A. Osasuna             | 1–1 | 3–3 | 2–1 | 0–0 | 2–1 | 1–0 | 3–0 | 1–2 | 2–1 | 3–0 | 0–3 | 2–1 | —   | 0–1 | 1–1 | 2–1 | 0–1 | 0–2 | 2–2 | 1–1 |
| A. D. Rayo Vallecano      | 0–0 | 2–3 | 2–0 | 1–0 | 2–3 | 2–0 | 1–1 | 1–0 | 0–4 | 3–0 | 2–0 | 2–2 | 2–1 | —   | 1–0 | 0–2 | 1–0 | 1–0 | 3–0 | 2–1 |
| C. D. Sabadell C. F.      | 2–2 | 2–3 | 1–0 | 3–4 | 0–0 | 1–2 | 0–0 | 0–0 | 1–0 | 1–0 | 2–0 | 1–1 | 1–0 | 1–0 | —   | 1–0 | 1–0 | 1–1 | 0–0 | 4–3 |
| U. D. Salamanca           | 2–0 | 1–0 | 2–2 | 2–1 | 4–1 | 1–0 | 2–1 | 0–1 | 1–0 | 2–0 | 3–0 | 3–2 | 3–1 | 1–0 | 3–1 | —   | 2–0 | 2–0 | 1–0 | 0–0 |
| C. D. San Andrés          | 4–0 | 0–0 | 1–0 | 2–1 | 3–0 | 1–0 | 2–1 | 1–1 | 1–0 | 1–0 | 1–0 | 1–2 | 4–0 | 2–0 | 2–0 | 4–2 | —   | 2–0 | 2–3 | 5–0 |
| Sevilla C. F.             | 3–0 | 2–1 | 2–0 | 1–0 | 2–1 | 1–0 | 1–1 | 4–2 | 2–0 | 3–3 | 2–0 | 2–0 | 0–1 | 3–0 | 1–2 | 1–1 | 0–0 | —   | 4–2 | 2–1 |
| C. D. Tenerife            | 2–0 | 1–3 | 3–0 | 3–0 | 2–0 | 5–0 | 3–1 | 1–1 | 3–1 | 3–0 | 0–0 | 3–1 | 2–0 | 2–1 | 1–0 | 1–0 | 2–0 | 1–0 | —   | 1–0 |
| Real Valladolid           | 3–0 | 1–0 | 3–1 | 2–0 | 3–1 | 2–0 | 2–2 | 3–1 | 3–1 | 2–1 | 1–0 | 2–2 | 2–1 | 5–1 | 6–1 | 2–2 | 4–2 | 1–0 | 0–0 | —   |

## Promoción de permanencia
En la promoción de permanencia jugaron Córdoba CF, AD Rayo Vallecano, CD Sabadell CF y Burgos CF, que se enfrentaron a los equipos de Tercera División AD Almería, SD Eibar, UP Langreo y CD Mestalla.
La promoción se jugó a doble partido a ida y vuelta con los siguientes resultados:
| 9 de junio de 1974 | Burgos CF             | 2:0     | SD Eibar | Estadio El Plantío, Burgos                            |                                                       |
|                    | Olalde 36' Olalde 66' | Reporte |          | Asistencia: ??? espectadores Árbitro(s): Pérez Santos | Asistencia: ??? espectadores Árbitro(s): Pérez Santos |

| 16 de junio de 1974 | SD Eibar                 | 2:1     | Burgos CF          | Ipurúa, Éibar                                              |                                                            |
|                     | Guerenu 15' Azkarate 79' | Reporte | Ontoria (p.p.) 57' | Asistencia: ??? espectadores Árbitro(s): Borrás del Barrio | Asistencia: ??? espectadores Árbitro(s): Borrás del Barrio |

- El Burgos CF permanece en Segunda división.

| 9 de junio de 1974, 22:00 | Córdoba CF                                          | 3:1     | AD Almería | Estadio El Arcángel, Córdoba                              |                                                           |
|                           | Cruz Carrascosa 7' Manolín Cuesta 55' Escalante 70' | Reporte | López 84'  | Asistencia: ??? espectadores Árbitro(s): Fandos Hernández | Asistencia: ??? espectadores Árbitro(s): Fandos Hernández |

| 16 de junio de 1974 | AD Almería                             | 3:2     | Córdoba CF                                        | Estadio de La Falange, Almería                               |                                                              |
|                     | Belmonte 9' Unamuno 61' Juan Rojas 70' | Reporte | Manolín Cuesta 77' Cruz Carrascosa 97' (prórroga) | Asistencia: 10.000 espectadores Árbitro(s): Fandos Hernández | Asistencia: 10.000 espectadores Árbitro(s): Fandos Hernández |

- El Córdoba CF permanece en Segunda división.

| 9 de junio de 1974, 20:00 | CD Mestalla | 0:0     | CD Sabadell CF | Estadio Luis Casanova, Valencia                          |                                                          |
|                           |             | Reporte |                | Asistencia: ??? espectadores Árbitro(s): Jiménez Sánchez | Asistencia: ??? espectadores Árbitro(s): Jiménez Sánchez |

| 15 de junio de 1974 | CD Sabadell CF | 2:0     | CD Mestalla | Nova Creu Alta, Sabadell                               |                                                        |
|                     |                | Reporte |             | Asistencia: ??? espectadores Árbitro(s): Lamo Castillo | Asistencia: ??? espectadores Árbitro(s): Lamo Castillo |

- El CD Sabadell CF permanece en Segunda división.

| 9 de junio de 1974 | AD Rayo Vallecano                               | 5:0     | UP Langreo | Estadio de Vallehermoso, Vallecas                       |                                                         |
|                    | Galán Galán 50' Galán 55' Illán 60' Felines 56' | Reporte |            | Asistencia: ??? espectadores Árbitro(s): García Carrión | Asistencia: ??? espectadores Árbitro(s): García Carrión |

| 16 de junio de 1974 | UP Langreo | 1:0     | AD Rayo Vallecano | Estadio Ganzábal, Langreo                           |                                                     |
|                     | Prieto 52' | Reporte |                   | Asistencia: ??? espectadores Árbitro(s): Congregado | Asistencia: ??? espectadores Árbitro(s): Congregado |

- El AD Rayo Vallecano permanece en Segunda división.

## Resumen
Campeón de Segunda División:
| - Real Betis Balompié |

Ascienden a Primera División:
| - Real Betis Balompié | - Hércules Club de Fútbol | - Unión Deportiva Salamanca |

Descienden a Tercera División: 
| - Club Atlético Osasuna - Real Club Deportivo de La Coruña - Levante Unión Deportiva - Linares Club de Fútbol |